# Battering Ram (альбом Saxon)
Battering Ram — двадцать первый студийный альбом британской хеви-метал-группы Saxon, выпущенный 16 октября 2015 года.

## Об альбоме

### Запись и релиз
Saxon начали работу над Battering Ram в январе 2015 года и закончили спустя три месяца. Запись и сведение проводились в звукозаписывающей студии Backstage Recording Studios в Дербишире, Англия. Battering Ram продюсировался Энди Снипом, а тексты для всех песен написал лично Бифф Байфорд. 31 июля 2015 года группа объявила дату выхода альбома и выложила музыкальный клип на заглавную композицию.
Battering Ram выпущен лейблом UDR GmbH. Он поступил в продажу 16 октября 2015 года в Европе и 30 октября в США. Альбом вышел в следующих форматах:
- CD — CD-диск в диджипаке с бонусной композицией «Three Sheets to the Wind (The Drinking Song)»;
- 12-дюймовый виниловый диск;
- Бокс-сет, включающий одну LP-пластинку и два CD-диска с бонусной композицией и записью выступления на рок-фестивале в Швеции в 2011 году.

## Оценки
| Оценки критиков  | Оценки критиков |
| Источник         | Оценка          |
| ---------------- | --------------- |
| Blabbermouth.net | [ 9 ]           |
| Metal-hammer.de  | [ 10 ]          |
| About.com        | [ 11 ]          |
| Stormbringer.at  | [ 12 ]          |

## Список композиций
Вся музыка написана группой Saxon, все тексты написаны Биффом Байфордом.
| №                   | Название                | Длительность |
| ------------------- | ----------------------- | ------------ |
| 1.                  | «Battering Ram»         | 4:56         |
| 2.                  | «The Devil's Footprint» | 4:08         |
| 3.                  | «Queen of Hearts»       | 5:08         |
| 4.                  | «Destroyer»             | 3:21         |
| 5.                  | «Hard and Fast»         | 4:45         |
| 6.                  | «Eye of the Storm»      | 3:54         |
| 7.                  | «Stand Your Ground»     | 4:15         |
| 8.                  | «Top of the World»      | 4:00         |
| 9.                  | «To the End»            | 5:50         |
| 10.                 | «Kingdom of the Cross»  | 6:08         |
| Общая длительность: | Общая длительность:     | 46:30        |

| №                   | Название                                       | Длительность |
| ------------------- | ---------------------------------------------- | ------------ |
| 11.                 | «Three Sheets to the Wind (The Drinking Song)» | 3:53         |
| Общая длительность: | Общая длительность:                            | 50:24        |

## Участники записи
Saxon
- Бифф Байфорд — вокал
- Пол Куинн — гитара
- Дуг Скарратт — гитара
- Ниббс Картер — бас-гитара
- Найджел Глоклер — ударные

Приглашённый музыкант
- Дэвид Бауэр — вокал

Производство
- Энди Снип[англ.] — продюсер
- Пол Рэймонд Грегори[англ.] — обложка

## Чарты
| Чарт (2015)                      | Высшая Позиция |
| -------------------------------- | -------------- |
| Австрия (Ö3 Austria)             | 34             |
| Бельгия/Фландрия (Ultratop)      | 59             |
| Бельгия/Валлония (Ultratop)      | 78             |
| Франция (SNEP)                   | 66             |
| Германия (Offizielle Top 100)    | 12             |
| Италия (Classifica album)        | 67             |
| Швеция (Sverigetopplistan)       | 13             |
| Швейцария (Schweizer Hitparade)  | 21             |
| Великобритания (UK Albums Chart) | 50             |